# Vidova Gora
Vidova Gora – najwyższy szczyt wysp Adriatyku, wznoszący się na wysokość 778 m n.p.m. Znajduje się w Chorwacji, na wyspie Brač.
Góra wzięła swoją nazwę od kościoła św. Wita (po chorwacku Sveti Vid), który niegdyś stał na szczycie góry. Kościół został wybudowany w XIII lub XIV wieku, obecnie pozostały z niego wyłącznie ruiny. Oprócz nich na szczycie znajduje się 12-metrowy krzyż z białego kamienia, stacja przekaźnikowa oraz restauracja „Vladimir Nazor”.

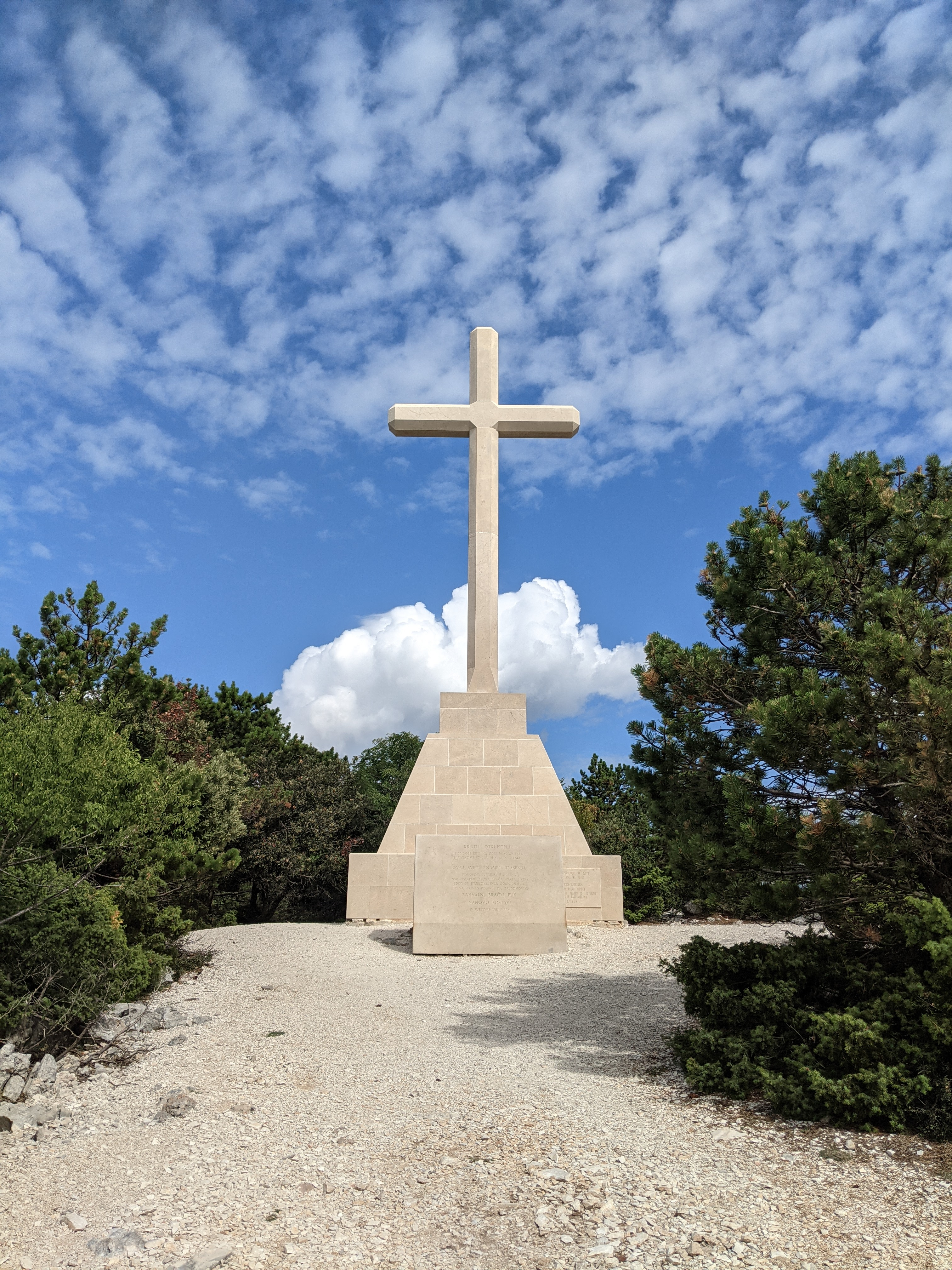
Krzyż na szczycie Vidovej Gory